# Ludwik Frankiewicz
Ludwik Frankiewicz (ur. 27 sierpnia 1858, zm. 18 marca 1924) – budowniczy, radny miasta Poznania, członek zarządu Towarzystwa Miłośników Miasta Poznania, działacz społeczny.

## Życiorys
Ludwik Frankiewicz urodził się w Poznaniu i był synem krawca Karola i Matyldy z Kahlów. Wyjechał do Warszawy po ukończeniu studiów zawodowych i objął tam stanowisko architekta miejskiego. Powrócił do Poznania w 1883 i rozpoczął pracę jako przedsiębiorca budowlany oraz brał czynny udział w organizowanej przez Jana Rakowicza akcji kształcenia terminatorów i czeladników budowlanych. Był w tym czasie również członkiem Miejskiej Komisji Budowlano-Finansowej. W latach 1919–1924 był wybieranym przez radę miejską członkiem (niepłatnym) magistratu, a od lutego 1921 pierwszym polskim cechmistrzem „Strzechy” – Cechu Budowlanego Poznańskiego. Miał dom przy pl. Bernardyńskim, w którym w latach 1907–1918 odbywały się zebrania Stowarzyszenia Techników Polskich. Był również właścicielem cegielni przy ul. Ostatniej na Górczynie i przy ul. Gnieźnieńskiej na Głównej. Żonaty z Franciszką z Sawińskich (zm. 1931) i miał syna Mariana (ur. 1894).
W latach 1910–1914 oraz 1917-1919 był prezesem Klubu Wioślarskiego z roku 1904 w Poznaniu.
Do jego dokonań w dziedzinie budownictwa w Poznaniu można zaliczyć:
- ul. Ogrodowa numery 11 i 18,
- Plac Bernardyński 1/2 (1900–1902),
- ul. Kanałowa 3/4 (około 1903),
- wspólnie z Gustavem Kartmannem: ul. Strzelecka numery 5, 8, 12, 13, 14, 16, 18, 19, 20, 21, 22, 23, 24, 25, 27, 28, 29, 30, 32, 34, 37, 41, 43, 45.

Od 1875 roku zasiadał w zarządzie Stowarzyszenia Ogród Zoologiczny w Poznaniu (Stare Zoo w Poznaniu). Był członkiem Towarzystwa Miłośników Miasta Poznania.
2 maja 1923 został odznaczony Krzyżem Kawalerskim Orderu Odrodzenia Polski „za zasługi, położone dla Rzeczypospolitej Polskiej na polu pracy społecznej”.
Zmarł 18 marca 1924. W kronice żałobnej określony został mianem „ojcem miasta” i „żywą kroniką miejską”.

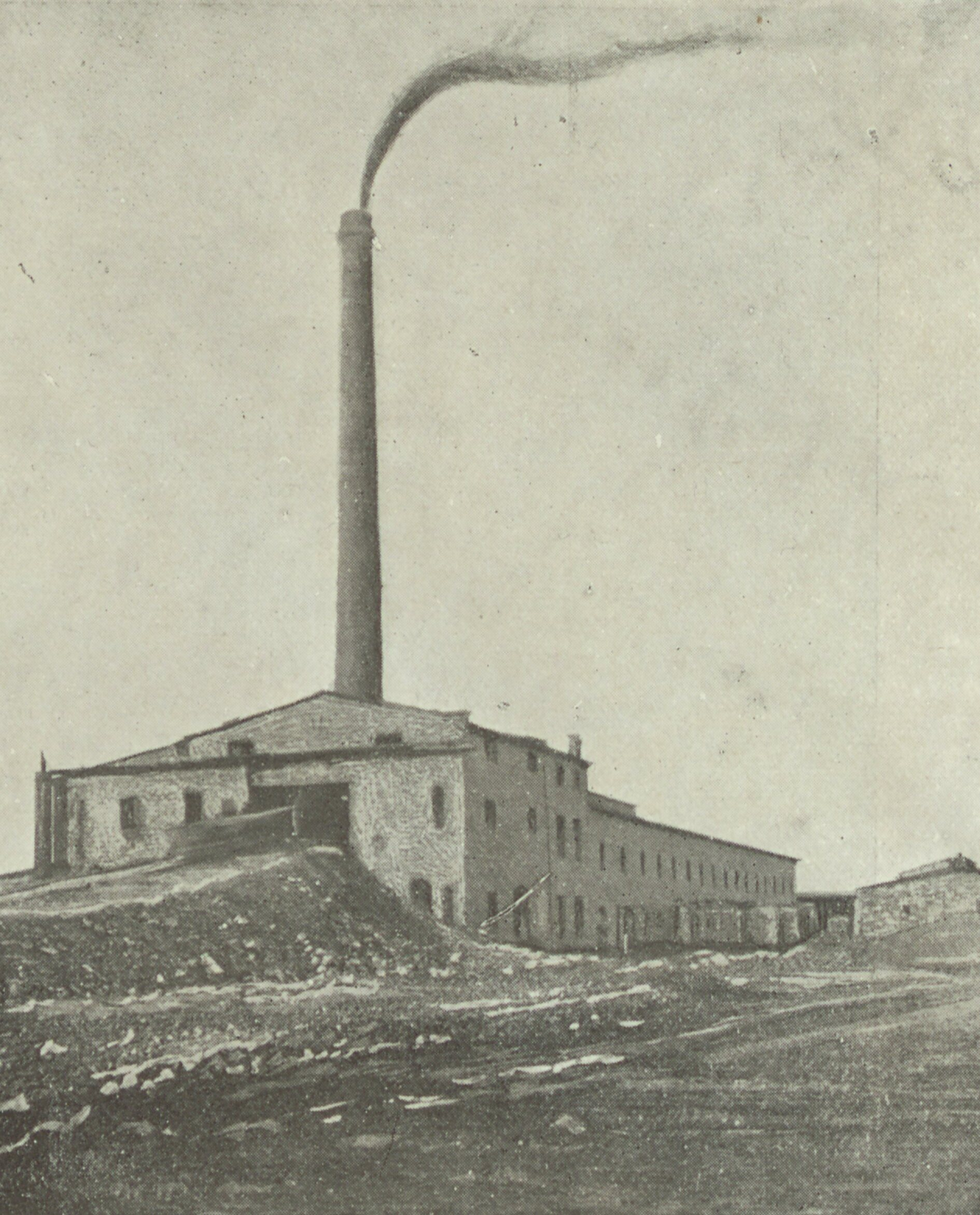
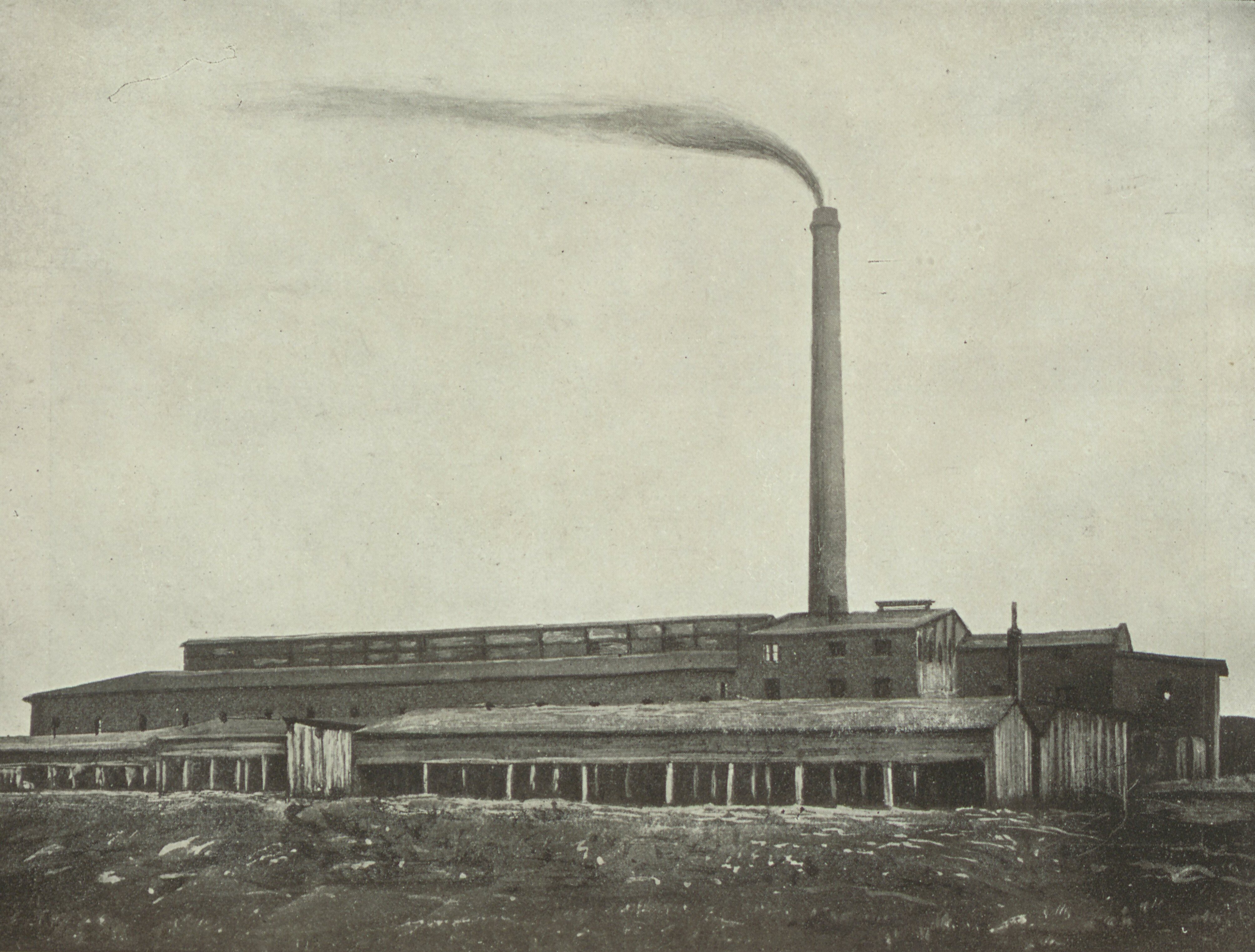